# Bohartia bromleyi
Bohartia bromleyi är en tvåvingeart som beskrevs av Hull 1958. Bohartia bromleyi ingår i släktet Bohartia och familjen rovflugor.
Artens utbredningsområde är Nevada. Inga underarter finns listade i Catalogue of Life.